# Mystery Road – Verschwunden im Outback
Mystery Road – Verschwunden im Outback (Originaltitel Mystery Road) ist eine australische Kriminal-Fernsehserie, die von 2018 bis 2020 in zwei sechsteiligen Staffeln erschien. Sie ist ein Ableger der Kinofilme Mystery Road (2013) und Goldstone (2016), zwischen denen ihre Handlung spielt. Hauptdarsteller in der Serie ist, wie bereits in den Filmen, Aaron Pedersen in der Rolle des indigenen Detectives Jay Swan. Die Serie handelt von den Ermittlungen des Aborigines Swan unter anderem in der Drogenkriminalität.
Seit 2022 erscheint die Fernsehserie Mystery Road: Origin, in der Jay Swan nunmehr durch Mark Coles Smith dargestellt wird. Sie ist ein Prequel zu Mystery Road – Verschwunden im Outback und ihre erste Staffel wird in deutschen Medien teils als dritte Staffel von Mystery Road – Verschwunden im Outback geführt.

## Handlung

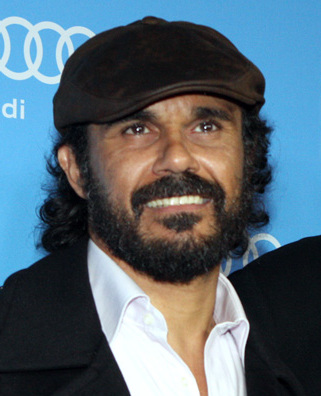
Aaron Pedersen, Darsteller des Jay Swann

### Erste Staffel
Im Nordwesten Australiens verschwinden zwei Männer spurlos. Ihr Auto wird im Outback mit offenen Türen und leerem Tank gefunden. Bei den Vermissten handelt es sich um Marley Thompson, einen Aborigine und Saisonarbeiter auf der dortigen Rinderfarm von Tony Ballantyne, und um den Weißen Reese Dale, der kurz vor seinem Verschwinden als Saisonarbeiter der Farm entlassen wurde. Der aus einer Großstadt kommende Detective und Aborigine Jay Swan übernimmt zusammen mit der einheimischen weißen Polizeichefin Emma James die Ermittlungen in der abgelegenen Kleinstadt Patterson. Jay wird misstrauisch, als er erst nach einigen Tagen von Emma erfährt, dass sie Tonys Schwester ist. Nicht nur deshalb ermittelt Jay gern auf eigene Faust und, ohne Emma über seine Schritte zu informieren, sodass diese über ihn erzürnt ist.
Larry Dime ist Marleys Onkel, dem Vernehmen nach pädophil und kürzlich nach zehn Jahren Haft aus dem Gefängnis entlassen worden. Er sucht Marleys Familie in Patterson auf und will bei der Suche nach ihm helfen. Es wird deutlich, dass er in Patterson unerwünscht ist und dass er früher der Vorsitzende der Aborigines-Gemeindevertretung war. Jay findet heraus, dass Reeses Freundin Shevorne als junges Mädchen von Larry missbraucht und beinahe getötet worden ist, und, dass Larry vor einer Woche im Gefängnis Besuch von Marley bekommen hat.
Auch durch stärkeren Befragungsdruck auf Shevorne finden die Ermittler heraus, dass Reese den Plan hatte, beim alljährlichen Rodeo-Festival eine große Menge Drogen zu verkaufen und sich und Shevorne mit dem Erlös ein besseres Leben woanders zu ermöglichen. Die Drogen wurden ihm jedoch gestohlen, wofür das Pärchen Eric – ebenfalls ein Saisonarbeiter auf der Farm – und Geneviève als Verantwortliche in Betracht kommen. Nach Befragung von Geneviève können die Ermittler sowohl den Drogenkurier – einen Lkw-Fahrer – und den Großabnehmer Tyson verhaften, der für Tony als Sicherheitschef arbeitet.
Auf abermalige Befragung hin gibt Shevorne den Ermittlern den möglichen Aufenthaltsort von Marley preis, eine abgelegene, verfallene Hütte im Outback, wo sie ihn tatsächlich finden. Marley leugnet ggü. den Ermittlern, von Reeses Verbleib zu wissen. Seine Erklärung, per Anhalter zu dem Ort gebracht worden zu sein, stellt sich als wahr heraus, er wird aus dem Polizeigewahrsam wieder freigelassen. Jay ist sich sicher, dass Shevorne etwas verheimlicht, zudem behauptet Larry, dass er Shevorne einst nicht missbraucht hatte.
Jay hindert Marley am Verlassen der Stadt und befragt ihn eigenmächtig nach der Herkunft der Blutspuren, die die Ermittler schon vor Tagen an der Einmündung eines Feldwegs in eine Fernstraße gefunden hatten. Marley hat dafür aber keine Erklärung. Daraufhin untersucht Jay allein die Wasserstelle „Black Springs“ auf dem Landstück, das der Feldweg erschließt, und findet darin die vorsätzlich versenkte Leiche von Reese mit einer Schusswunde im Rücken. Indizien belasten Marley, der deshalb eine polizeiliche Fußfessel erhält, ohne inhaftiert zu werden.
Jay hält Marley nicht für Reeses Mörder und findet heraus, dass Tyson in der Nähe von Marley und Reese war, als diese letztmals von der Farm aufbrachen. Bei der Sichtung von Tankstellen-Überwachungsvideos erkennt Jay, dass Tyson mit weiteren Personen in Richtung des Unfallorts an der Straßenkreuzung unterwegs war, von denen einer bei der Rückfahrt allerdings nicht mehr dabei war.
Nachdem Marley in Jays Beisein von Unbekannten angegriffen wurde, enthüllt er, von Jay zur Rede gestellt, verschiedene, bislang geheim gehaltene Sachverhalte: Larry ist nicht der Vergewaltiger von Shevorne. Reese kannte den Namen der Person, teilte ihn aber Marley selbst auf Nachfrage nicht mit. In der Nacht des Verschwindens der beiden Männer führte Tyson zusammen mit einigen Helfern den Auftrag des tatsächlichen Vergewaltigers aus, Reese wegen dieses Wissens zu töten. Als Marley und Reese vor ihnen flüchteten, hatte einer der Helfer an der Straßenkreuzung einen tödlichen Verkehrsunfall. Reese wurde ermordet, wohingegen Marley entkommen und sich mit Shevornes Hilfe verstecken konnte.
Jay und Emma erfahren auf mehrfache Nachfrage von Shevorne, dass es sich bei ihrem Vergewaltiger um Keith Groves handelt, den aktuellen Vorsitzenden der Aborigines-Gemeindevertretung. Dieser hatte vor zehn Jahren zur Geheimhaltung des Missbrauchs Shevorne dazu gezwungen, im Zeugenstand fälschlicherweise Larry als den Täter zu identifizieren, wodurch dieser in Haft kam. Keith findet kurz nach ihrer Aussage heraus, dass Shevorne ihn als wahren Täter benannt hat, und möchte deshalb nun auch sie ermorden. Das jedoch können Emma und Jay in letzter Sekunde verhindern, dabei wird Keith von Emma erschossen.

### Zweite Staffel
Nachdem in einem Mangrovenwald nahe der Kleinstadt Gideon an der nordwestlichen Küste Australiens die enthauptete Leiche eines Mannes gefunden wurde, ermittelt Jay gemeinsam mit der dortigen Polizistin Fran wegen Mordes. Die Spur führt die beiden ins Drogenmilieu und zu einer Transportfirma, deren Angestellter Dylan ein Verdächtiger ist. Dieser versucht sich seiner Befragung zu entziehen, Jay kann ihn dennoch ergreifen. Während seiner Befragung im Polizeirevier ist der dortige Stationsleiter Owen aber gezwungen, ihn wieder freizulassen, da der Geschäftsmann Alkemi für ihn Kaution gestellt hat. Alkemi nimmt ihn mit auf seine Farm und lässt ihn dort foltern. Während Jay sich auf der Farm umsieht, gelingt Dylan die Flucht vor Alkemi.
Bei den Ermittlungen begegnet Jay seiner Ex-Frau Mary, die nun in Gideon mit ihrem neuen Freund, dem Ex-Polizisten Simon Rowland, und mit Shevorne wohnt. Simon zeigt sich gegenüber Jay hilfsbereit und rettet ihn sogar, als Jay von weißen Männern verprügelt wird. Unterdessen wird Shevorne von ihrem Freund Philipp dazu verleitet, Drogen einzunehmen.
Bald wird der abgetrennte Kopf des toten Mannes in einer Einkaufstüte in einem Gebüsch entdeckt. Außerdem werden Leichenteile einer anderen Person am Strand angeschwemmt. Die Ermittlungen führen Jay nach einem Tipp Simons zu einem Haus, in dem er eine Drogenküche entdeckt und somit die Verwicklung des Unternehmers Emilio Gordon in den Drogenhandel augenscheinlich wird. Als Jay von Emilio überwältigt wird, erscheint Simon und erschießt Emilio. Auf diesen Vorfall wird ein Beamter der Dienstaufsicht aufmerksam und informiert Jay über Simons Vergangenheit. Auch mit dieser Information entdeckt Jay, dass Simon der Kopf eines Drogenkartells ist und die Beziehung zu Mary nur aufgebaut hat, um sich besser vor Jay und dessen Ermittlungen zu schützen. Philipp erweist sich als einer von Simons Drogenkurieren. Zudem finden Jay und Fran heraus, dass auch Owen insgeheim mit den Kriminellen kooperiert.
Unterdessen weiß auch Mary, dass Simon nicht der ist, der er bislang vorgab zu sein. Er möchte sie deshalb aus dem Weg räumen lassen und schickt bewaffnete Männer zu dem Motel, in dem sich Mary mit Shevorne vor ihm versteckt hält und über das ihn Owen insgeheim informiert hat. Jay jedoch beschützt die Frauen und hält Simon davon ab, mit einer letzten großen Drogenlieferung zu entkommen. Dabei kommt es zu Feuergefechten, in denen Simon und Owen sterben.
Ein paralleler Handlungsstrang beginnt mit einem Streit zwischen der örtlichen Aborigines-Gemeinde und der schwedischen Archäologin Sandra Elmquist, die auf dem angestammten Land der Gemeinde Grabungen durchführt. Wegen des Streits ist Fran auch dazu gezwungen, ihre eigene Schwester Leonie zu verhaften. Elmquist entdeckt bei den Grabungen zufällig eine Tasche mit skelettierten menschlichen Überresten. Aus Angst davor, ihre Arbeit könnte von der Polizei behindert werden, versteckt sie die Tasche zunächst vor ihr, bis sie sie Amos zeigt, einem Aborigine. Wenig später legt sie die Tasche vor einer Kirche ab, woraufhin Fran in der Tasche die Überreste ihrer seit längerem vermissten Cousine Zoe zu erkennen glaubt, der einstigen Frau von Amos. Nachdem der Fund der Leiche bekannt geworden ist, erscheint der Aborigine-Schamane Jimmy Two und zwingt Elmquist dazu, die Grabungen sofort einzustellen. Elmquist erhält jedoch von Leonie Hilfe und darf vorerst weiter dort arbeiten, muss ihr dafür aber zusichern, Überreste von Leonies Vorfahren zurückzuholen, die einst zu Forschungszwecken nach Europa gebracht worden waren. Die Rückholung scheitert jedoch schließlich, was Leonie als Bestätigung für ihre Vermutung ansieht, dass die Aborigines von den Weißen benachteiligt werden.
Forensische Untersuchungen ergeben, dass die Knochen aus der Tasche die von einem Mann sind. Fran ermittelt mit Jays Hilfe, dass diese Buddy gehörten, dem Freund von Zoe. Von den Polizisten in die Enge getrieben, gibt Jimmy Two zu, dass er Buddy getötet hatte, und zwar, weil dieser Zoe zu der Beziehung mit Buddy verführt hatte und mit ihr fortziehen wollte. Fran vermutet, dass Jimmy Two auch Zoe getötet hat. Deshalb schickt sie ihn bei seiner Verlegung aus der Polizeistation mitten in eine Menschenmenge, die wegen des Mordes an Buddy wütend ist. Unter diesem Druck leugnet Jimmy Two aber, Zoe getötet zu haben. Rund um Buddys Bestattung macht Pansy, eine ältere Frau aus Leonies Umfeld, eine Bemerkung, die den Verdacht erweckt, sie sei für Zoes Tod verantwortlich.

## Veröffentlichung
Der australische öffentlich-rechtliche Fernsehsender ABC strahlte die erste Staffel ab dem 3. Juni 2018 in wöchentlichem Rhythmus aus. Der Fernsehsender Arte begann die Erstausstrahlung der deutschen Synchronfassung am 30. Mai 2019 mit den ersten drei Folgen an einem Abend, denen am 6. Juni 2019 die letzten drei Folgen folgten. In der Arte-Mediathek standen die Episoden bereits jeweils eine Woche zuvor zum Abruf bereit.
Vom 19. April bis zum 24. Mai 2020 wurde in Australien die ebenfalls 6-teilige zweite Staffel erstausgestrahlt. Die deutsche Fassung sendet Arte erneut in zwei wöchentlichen Blöcken mit jeweils drei Folgen hintereinander, beginnend am 7. Januar 2021. Bereits am 31. Dezember 2020 wurde die komplette Staffel in der Arte-Mediathek zum Abruf bereitgestellt.

## Episodenliste
Die Staffeln bestehen aus je sechs Episoden.

### Staffel 1
| Nr. | Originaltitel  | Erstausstrahlung (ABC) | Deutschsprachige Erstveröffentlichung (Arte Mediathek) | Drehbuch          | Regie          |
| --- | -------------- | ---------------------- | ------------------------------------------------------ | ----------------- | -------------- |
| 1   | Gone           | 3. Juni 2018           | 23. Mai 2019                                           | Michaeley O’Brien | Rachel Perkins |
| 2   | Blood Ties     | 3. Juni 2018           | 23. Mai 2019                                           | Kodie Bedford     | Rachel Perkins |
| 3   | Chasing Ghosts | 10. Juni 2018          | 23. Mai 2019                                           | Michaeley O’Brien | Rachel Perkins |
| 4   | Silence        | 17. Juni 2018          | 30. Mai 2019                                           | Steven McGregor   | Rachel Perkins |
| 5   | The Waterhole  | 24. Juni 2018          | 30. Mai 2019                                           | Timothy Lee       | Rachel Perkins |
| 6   | The Truth      | 1. Juli 2018           | 30. Mai 2019                                           | Steven McGregor   | Rachel Perkins |

### Staffel 2
| Nr. | Originaltitel           | Erstausstrahlung (ABC) | Deutschsprachige Erstveröffentlichung (Arte Mediathek) | Drehbuch                        | Regie            |
| --- | ----------------------- | ---------------------- | ------------------------------------------------------ | ------------------------------- | ---------------- |
| 1   | The Road                | 19. Apr. 2020          | 31. Dez. 2020                                          | Steven McGregor                 | Warwick Thornton |
| 2   | The Flare               | 26. Apr. 2020          | 31. Dez. 2020                                          | Blake Ayshford                  | Wayne Blair      |
| 3   | Artefacts               | 3. Mai 2020            | 31. Dez. 2020                                          | Timothy Lee                     | Wayne Blair      |
| 4   | Broken                  | 10. Mai 2020           | 31. Dez. 2020                                          | Kodie Bedford                   | Wayne Blair      |
| 5   | To Live With the Living | 17. Mai 2020           | 31. Dez. 2020                                          | Danielle MacLean                | Warwick Thornton |
| 6   | What You Do Now         | 24. Mai 2020           | 31. Dez. 2020                                          | Steven McGregor, Blake Ayshford | Warwick Thornton |

## Besetzung und deutsche Synchronfassung
Die deutsche Fassung entstand bei der Neue Tonfilm München nach dem Dialogbuch und unter der Dialogregie von Andreas Pollak.
| Figur            | Darsteller       | Deutscher Sprecher       | Staffel |
| ---------------- | ---------------- | ------------------------ | ------- |
| Jay Swan         | Aaron Pedersen   | Oliver Mink              | 1, 2    |
| Emma James       | Judy Davis       | Harriet Kracht           | 1       |
| Marley Thompson  | Aaron L. McGrath | Maximilian Belle         | 1       |
| Larry Dime       | Wayne Blair      | Stefan Lehnen            | 1       |
| Tony Ballantyne  | Colin Friels     | Matthias Klages          | 1       |
| Shevorne Shields | Tasia Zalar      | Lea Kalbhenn             | 1, 2    |
| Crystal Swan     | Madeleine Madden | Lena Schmidtke           | 1       |
| Mary Swan        | Tasma Walton     | Claudia Lössl            | 1, 2    |
| Keith Groves     | Ernie Dingo      | Wolfgang Müller          | 1       |
| Fran Davis       | Jada Alberts     | Claudia Urbschat-Mingues | 2       |
| Sandra Elmquist  | Sofia Helin      | Antje von der Ahe        | 2       |
| Simon Rowland    | Callan Mulvey    | Christoph Banken         | 2       |
| Leonie           | Ngaire Pigram    | Nora Kunzendorf          | 2       |
| Owen             | Mark Mitchinson  | Hans-Eckart Eckhardt     | 2       |
| Jimmy Two        | Stan Yarramunua  | Gudo Hoegel              | 2       |

## Rezeption

### Kritik
Der Journalist Thilo Wydra äußerte sich im Tagesspiegel begeistert über die erste Staffel: Sie sei „konzise“ inszeniert und „elliptisch und auf äußerst kluge, intelligente Weise erzählt“ sowie eine „komplexe, sehenswerte“ Staffel, in der sich die Spannung langsam aufbaue. Im Fernsehmagazin prisma beurteilte der Autor die Staffel als einen „ruhigen, dafür beklemmenden Krimi in oftmals düsterer Atmosphäre.“ Bei rtv hieß es, dass die Geschichte nicht besonders originell sei, Inszenierung und Atmosphäre dafür aber umso gelungener seien. Im britischen Guardian wurde die Staffel mit vier von fünf möglichen Sternen bewertet und als eine „ambitionierte Geschichte“ und ein „geschickt gemachtes Drama“ beurteilt.
Der Kritiker des Trierischen Volksfreunds lobte die Serie nach dem Erscheinen der zweiten Staffel als sehenswert und hob hervor, dass „gerade die Sidestories zur Dynamik der Serie beitragen“, auch weil sich die Regisseure beim Erzählen ihrer Geschichte Zeit ließen.

### Auszeichnungen

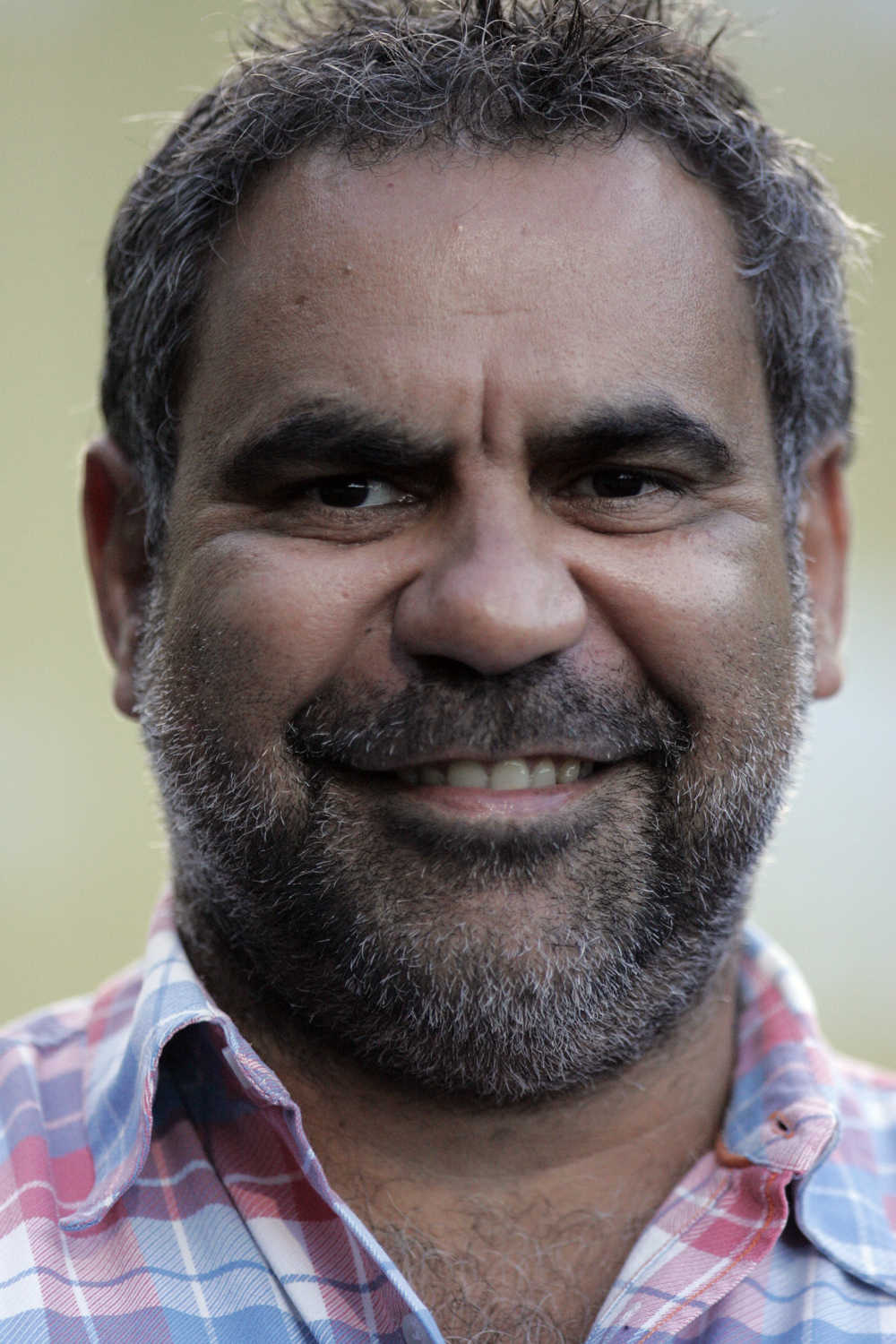
Wayne Blair, Darsteller des Larry Dime

Der Serie wurden schon etliche australische Film- und Fernsehpreise zuteil. Dazu gehören vor allem:
- AACTA Awards
  - 2018: 11 Nominierungen, davon 5 Prämierungen in den Kategorien Beste Dramaserie, Bester Schnitt (für Episode 5), Beste Originalmusik (für Episode 4), Bester Nebendarsteller (Wayne Blair) und Beste Nebendarstellerin (Deborah Mailman)
  - 2020: 14 Nominierungen, davon 1 Prämierung in der Kategorie Beste Dramaserie
- Logie Awards
  - 2019: 8 Nominierungen, davon 2 Prämierungen als Populärste Dramaserie und für die Populärste Schauspielerin (Deborah Mailman)

Des Weiteren wurde Michaeley O’Brien 2019 für ihr Drehbuch zur ersten Episode für den Edgar Allan Poe Award nominiert.